# والتر شومان
والتر شومان (بالإنجليزية: Walter Schumann)‏ هو مؤلف موسيقى تصويرية وملحن أمريكي، ولد في 8 أكتوبر 1913 في نيويورك في الولايات المتحدة، وتوفي في 21 أغسطس 1958 في منيابولس في الولايات المتحدة.

## وصلات خارجية
- والتر شومان على موقع IMDb (الإنجليزية)
- والتر شومان على موقع ميوزك برينز (الإنجليزية)
- والتر شومان على موقع قاعدة بيانات برودواي على الإنترنت (الإنجليزية)
- والتر شومان على موقع أول ميوزيك (الإنجليزية)
- والتر شومان على موقع ديسكوغز (الإنجليزية)
- والتر شومان على موقع قاعدة بيانات الفيلم (الإنجليزية)